# Топорівці (Коломийський район)
Топорі́вці — село в Україні, у Городенківській міській громаді Коломийського району Івано-Франківської області.
Відповідно до Розпорядження Кабінету Міністрів України від 12 червня 2020 року № 714-р «Про визначення адміністративних центрів та затвердження територій територіальних громад Івано-Франківської області» увійшло до складу Городенківської міської громади.

## Заселення
Місцевість, яку займає нині село Топорівці, колись в давнину була лісовим масивом. В основному тут росли тополі. Тополиний ліс простягався аж до урочища «Щербунчина» і навіть сягав задубрівських горбів. Ліси простягалися в сторону Торговиці, до Глушкова, Ясенева-Пільного. Можливо, і далі. Лише на заході тополині ліси частково переходили в дубові бори (урочище «Кадубо»).
Урочища «Зброди», «Панське», «Попова», «Ксьондзька», «Осоки», «Кут» — все це було єдиною болотистою місцевістю, а «Ставище» — залите водою. Річок тоді ще не було. Зі сторони Торговиці і Вікна вода проникала в це болото і великий став, а зі сторони Красноставців ця вода витікала. Болота були непроходимі, дуже зарослі очеретом. В тих лісах часто бували буреломи та зливи, дощі — і всі ті дерева й сушняк поступово зносилися у болота. В лісах тоді водилося багато дичини. Свідченням цього є наші торфовища. Очерети, знесені водою дерева, мертві звірі — все це роками накопичувалось і при відповідних умовах перегнивало. Таким чином, утворилися торф'яні шари в землі. Зверху вони покриті землею. Це свідчить про те, що коли лісів ставало все менше і менше, вода зносила з горбів землю — і все це покривалось десятки, сотні років. Коли уже в наші часи заготовляли торф, то в окремих місцях викопували рештки дерев, рештки кістяків. Значить, не все перегнило, процеси ще тривали, в результаті чого виділявся газ (а газ наші діди називали духом, звідси й місцева назва торфу «Доховина»). В наші часи були випадки, коли окремі ґазди вискакували із ям, бо не було чим дихати, від тих газів можна було навіть знепритомніти.
Вціліла жменька людей — втікачів від монголо-татар опинилася в тополиному лісі, в районі трьох водяних джерел (дзюркачів). Непрохідний ліс (за теперішнім потоком болота «Осоки», де стоїть млин, за дорогою аж до «Прорізу»), було залито водою.
Такі умови сприяли тому, щоб ці люди тут осіли. Так заснувалось перше поселення. Дерева корчували, будували житла, а землю обробляли. Коли зустрічали цих поселенців і питали, звідки вони, ті відповідали: «А звідти, де високі тополі!». Тому й така ймовірність, що те поселення назвали Тополі.
Село розвивалось, розбудовувалось. Тому тут почали осідати біженці з інших місцевостей. В селі побудували невелику церкву. Свідченням цього був цвинтар на «Колопнищах». Там донедавна ще стояв хрест, і старожили ще його пам'ятають.
Як жили тоді села, хто були ті люди? Історія не залишила нам ніяких слідів.

## Чисельність та етнічний склад населення
| Населення села Топорівці: | Населення села Топорівці: | Населення села Топорівці: | Населення села Топорівці: | Населення села Топорівці: |       |         |        |
| Рік                       | Всі жителі                | Українці                  | Поляки                    | Євреї                     | Німці | Вірмени | Угорці |
| ------------------------- | ------------------------- | ------------------------- | ------------------------- | ------------------------- | ----- | ------- | ------ |
| 1892                      | 1 633                     | 1 457                     | 67                        | 76                        | 23    | 10      | ?      |
| 1921                      | 1 938                     | 1 601                     | 220                       | 85                        | 14    | 13      | 5      |
| 1931                      | 2 189                     | 1 664                     | 402                       | 97                        | 9     | 15      | 2      |
| 1939                      | 2 413                     | 1 729                     | 550                       | 115                       | 2     | 17      | -      |
| 1989                      | 1 922                     | 1 900                     | -                         | -                         | -     | 22      | -      |
| 2001                      | 2 018                     | 1 993                     | -                         | -                         | -     | 25      | -      |
| 2012                      | 1 890                     | ?                         | -                         | -                         | -     | ?       | -      |
| 2024                      | 1 799                     | ?                         | -                         | -                         | -     | ?       | -      |

### Мова
Розподіл населення за рідною мовою за даними перепису 2001 року:
| Мова       | Кількість | Відсоток |
| ---------- | --------- | -------- |
| українська | 2 018     | 100%     |

## Географія і топоніміка Топорівців
Село Топорівці, розташоване в південних широтах помірного поясу, зазнає впливу повітряних мас, що приходять з північного заходу. Це переважно північно-західні вітри, менше їх східного та південно-східного напрямків. Абсолютний максимум температури +35°С, абсолютний мінімум — 28°С. Середня тривалість морозного повітря (періоду) 160–165 днів, вегетаційного 210–220 днів. Найпізніші приморозки можуть спостерігатися в третій декаді травня. Перші приморозки настають у другій декаді вересня. Середньорічна кількість опадів 710–720 мм.
Знаходиться село на віддалі від Городенки, районного центру, за 12 км, від Снятина — за 20 км. Воно розташоване переважно в долині. Південно-східна і північно-західна частини села — на вищій, горбистій місцевості.
Топорівці межують: на півночі — із Глушковом. на північному заході — Торговицею, на південному заході — Задубрівцями, на півдні — Красноставцями, на південному сході — Підвисокою (всі три останні села є Снятинського району), на північному сході — із Ясеновом-Пільним.
Головна вулиця через село прямує із сходу — з села Підвисоке і на захід — в село Торговицю. При в'їзді в Топорівці зі сходу — направо відгалужується дорога в урочище «Козинець», де з'єднується із дорогою Снятин — Городенка. У центрі села відгалужується дорога на південь, яка веде в село Красноставці. Дальше дорога спадає вниз і перетинає річку-потічок Вікнянку, яка зараз осушена. Зразу за мостом, на північ, відгалужується дорога на Глушків, на Городенку. Це колись була головна дорога до повітового центру.
На південному заході відгалужується ця дорога від центральної дороги села на Задубрівці, хоча у XIII–XV століттях вона була головним шляхом на Ганьківці; а пізніше від гостинця відгалужилась дорога на Торговицю. Але часи змінились, і дорога на Торговицю стала однією із центральних.
У населений пункт впадають дві невеличкі річки-рівці: Тополівка і Вікнянка. В північній частині села зливаються і утворюють річку Белелуйку, яка пливе через Топорівці, Красноставці, Белелую, Устя і в кінці села Устя впадає у річку Прут. У селі є ще кілька потічків-рівців, які своїми водами підтримують рівень води в Белелуйці. Ці потічки майже ніколи не висихають.
Село потопає у зелені садів, добротних ланів, маєвих квітів. Як колись, так і тепер, Топорівці є одним із наймальовничіших сіл Городенківщини.
Вони багаті рослинністю. На городах, подвір'ях, крім плодових дерев, росте багато верб, білих акацій (в селі говорять «лакації»), ясенів, лип, беріз, берестів, тополь, дубів, каштанів і інших дерев.

## Церква
Топорівська церква має велике значення в історичному, культурному, моральному і духовному розвитку села. Через церкву ми пов'язані з історією і культурою всієї України і українського народу.
Перша церква побудована в селі Тополі (Топорівці) при першому заселенні, приблизно в 1240 — 1250-х роках. Свідченням цього є те, що в урочищі «Колопнище», старожили ще пам'ятають невелику могилу і закопаний старий хрест.
Друга церква була побудована при новому поселенні в урочищі, де теперішня «Сливкова».
Наступна церква побудована вже суто в селі Топорівці, біля сучасної пошти, на місці колишніх спортивних, шкільних майданчиків.
Так як село Топорівці засноване приблизно у 1380 році, тоді ж була побудована і церква. Скільки існувала церква на тому місці невідомо. Село часто піддавалось нападам молдованів, турків, татар і відповідно то знищувалось, то знову відбудовувалось. Так само нищилась і знову відбудовувалась церква. Скільки на цьому місці було побудовано і відбудовано церков — сьогодні важко сказати. Архіви таких даних нам не зберегли. Зрозуміло одне, що впродовж 300 років (1380–1700 рр.) до топорівської парохії належали майже всі навколишні села. Але коли австрійці робили зйомку села в 1779 році, то церква в селі вже була на теперішньому місці. Так, що на цьому місці теперішня церква, мабуть, є третьою.
«Успіння Пресвятої Богородиці» — так охристили церкву яка збереглася до наших днів.

## Села-сусіди
Сусідами Топорівців є такі села: Торговиця, Глушків, Ясенів-Пільний, Підвисоке, Красноставці, Задубрівці.

## Відомі люди
- Стефанів Гнат — командант Української Галицької Армії
- Гумінілович Степан Володимирович — український музикант, композитор, диригент хорів, старшина дивізії «Галичина» та Першої Української Дивізії Української Національної Армії.
- Стефурак Степан Степанович (* 4 серпня 1995 — † 22 вересня 2014) — боєць 5-го Окремого батальйону Добровольчого Українського Корпусу. Загинув у боротьбі з окупаційними російськими військами біля селища Піски під Донецьком[11].

## Галерея

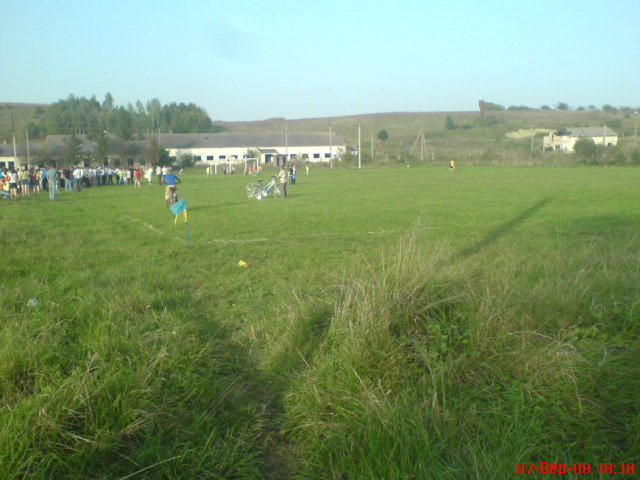
Футбольний стадіон у Топорівцях
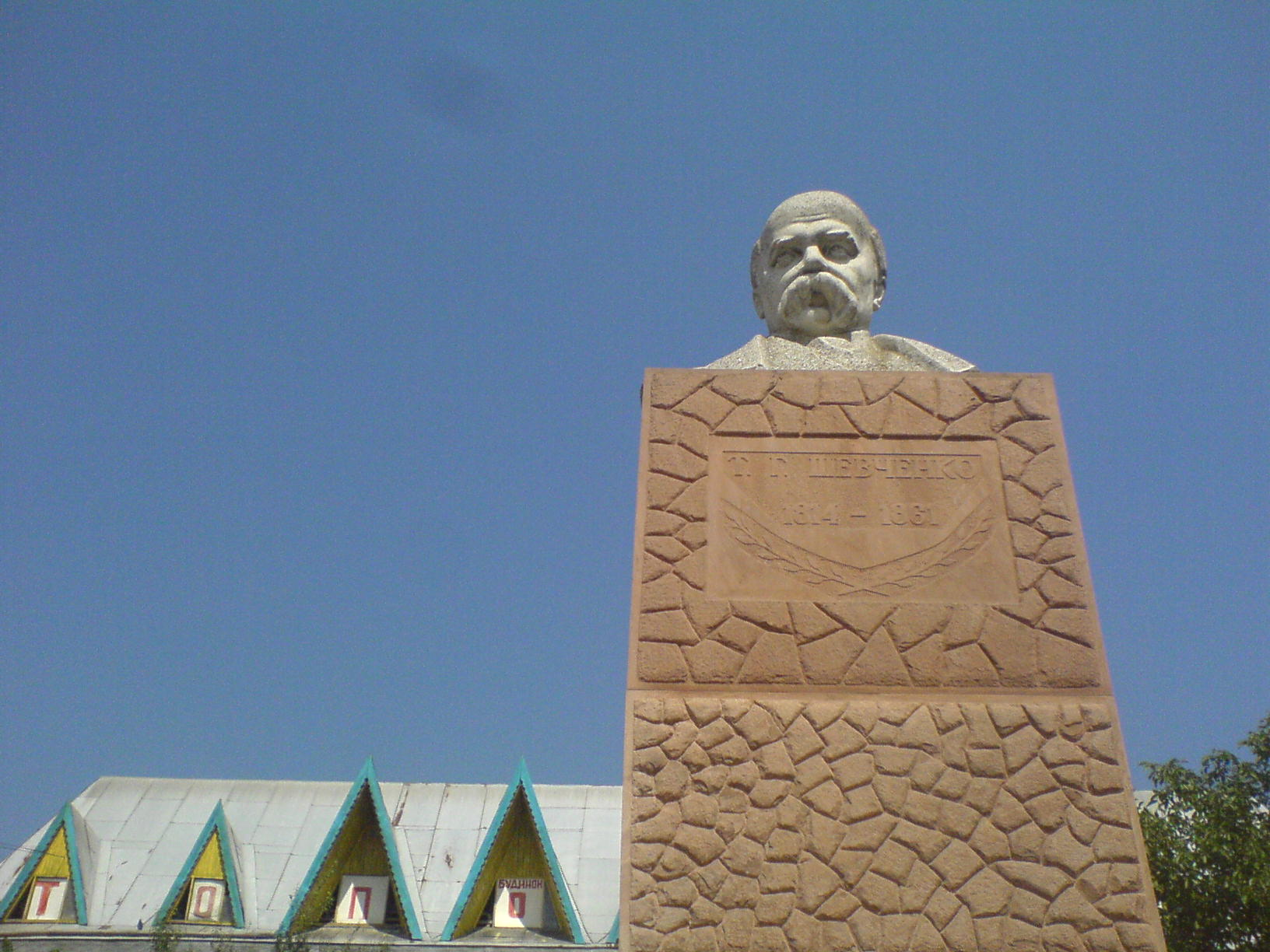
Пам'ятник Т. Г. Шевченкові
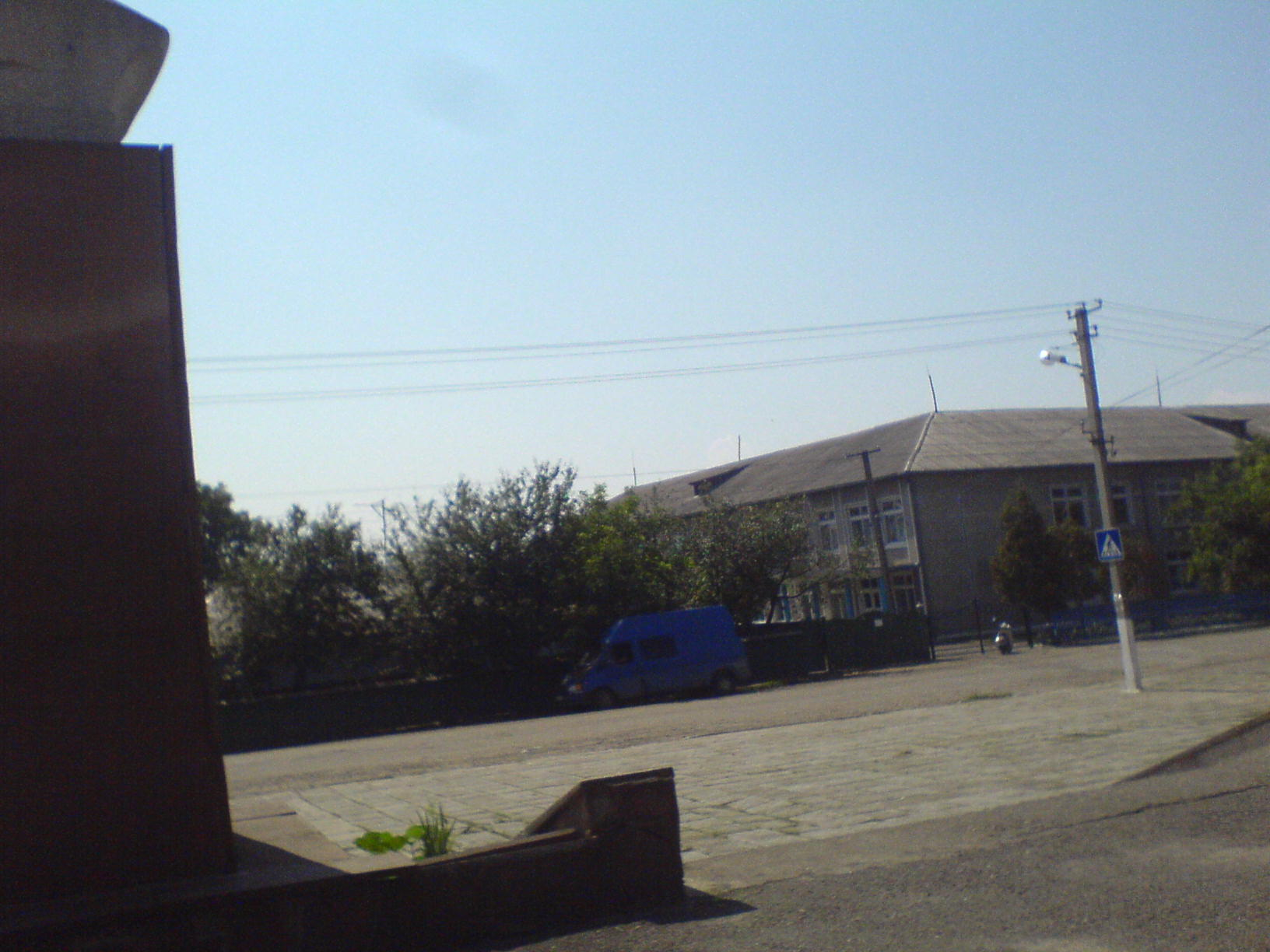
Школа